# Holbrook (Nebraska)
Holbrook je selo u američkoj saveznoj državi Nebraska. Prema popisu stanovništva iz 2010. u njemu je živjelo 207 stanovnika.